# Aleksandr Gavrílov
Aleksandr Ivánovich Gavrílov (en ruso: Александр Иванович Гаврилов) (1884-1955), fue un ingeniero diseñador ruso de la etapa soviética, especialista en motores y sistemas de misiles. También fue profesor de ciencias técnicas.

## Biografía
Gavrílov nació el 23 de febrero de 1884 en la localidad de Konstantinovskaya de la región del Don, en la familia de un maestro.
Se graduó en la escuela técnica de Moscú en 1909. El joven ingeniero mecánico se dedicó al diseño de motores de combustión interna, siendo enviado a la Fábrica Kírov de San Petersburgo. Con el comienzo de la Primera Guerra Mundial Gavrílov se trasladó a Vorónezh, donde trabajó como jefe de los talleres de la fábrica de maquinaria agrícola y fue docente en el Instituto Agrícola.
A principios de 1922 se trasladó a Kolomna, donde durante 15 años trabajó en la Fábrica de Maquinaria Kolomna. Tras la Guerra Civil Rusa, con el objetivo de reindustrializar el país, en 1924 la Fábrica de Kolomna firmó un contrato a largo plazo con la empresa alemana "MAN", que suministró los diseños y la documentación técnica necesaria para la producción en la URSS de sus propios motores diésel. Gavrilov fue el encargado de dirigir la oficina de motores diésel de la planta. A principios de la década de 1930 la fábrica comenzó a producir motores diésel turboalimentados.
En 1937, Gavrílov y algunos de sus hombres fueron víctimas de las purgas estalinianas, siendo condenados bajo la acusación de espionaje por sus contactos con el exterior, a ser deportados a campos de trabajo durante 5 años. Tras su paso por los campos de la NKVD, a finales de 1942 fue enviado a trabajar a las oficinas secretas del Instituto de Aviación de Kazán, donde Valentín Glushkó dirigía el desarrollo de sistemas de propulsión para cohetes. En octubre de 1945 fue trasladado a la ciudad de Jimki (cerca de Moscú), donde fue el diseñador principal, y a continuación, jefe de diseño, del equipo de desarrollo de un potente motor cohete y de las cámaras de combustión para los misiles balísticos.
En 1948 fue de nuevo víctima de la represión política. En 1953, tras enviudar de su esposa en Jimki, y estando ya gravemente enfermo, regresó a Kolomna, a la antigua casa de su esposa. Después de haber vivido dos años allí, murió el 10 de enero de 1955, y fue enterrado en el cementerio de Kolomna junto al hermano de su esposa. En la tumba se ha instalado una placa de acero inoxidable, realizada en el taller de la fábrica de Kolomna, que fue destruida por una acción vandálica y sustituida en 2010 por una losa de mármol.

## Reconocimientos
- Fue laureado con el Premio Stalin en 1946.[1]
- Desde 1970, el cráter lunar Gavrilov (situado en la cara oculta de la luna) lleva este nombre en su memoria. Comparte este honor con el astrónomo del mismo apellido Ígor Gavrílov  (1928 -1982).

## Enlaces
- Gavrilov Alexander Ivanovich
- Gavrilov Alexander Ivanovich (1984-1953)
- MOONLIGHT SONATA GAVRILOVA

- Datos: Q18740150